# Helene Clarkson
Helene Clarkson là một nữ diễn viên người Canada. Vai diễn đáng chú ý nhất của cô là trong bộ phim Blood and Donuts năm 1995 của Canada và được đề cử giải Genie. Cô cũng tham gia diễn xuất trong một số phim truyền hình như Hồ sơ tuyệt mật, đảm nhận một vai diễn trong tập phim "The Calusari" năm 1995.

## Các giải thưởng và đề cử
| Năm  | Giải       | Hạng mục                                                | Phim             | Kết quả |
| ---- | ---------- | ------------------------------------------------------- | ---------------- | ------- |
| 1995 | Giải Genie | Màn trình diễn xuất sắc nhất của một nữ diễn viên chính | Blood and Donuts | Đề cử   |